# Boždarevac
Boždarevac (cyr. Бождаревац) – wieś w Serbii, w mieście Belgrad, w gminie miejskiej Barajevo. W 2011 roku liczyła 1219 mieszkańców.